# Liu Xia (Badminton)
Liu Xia (chinesisch 刘霞, W.-G. Liu Hsia, * 1955) ist eine ehemalige Badmintonspielerin aus der Volksrepublik China. Sie ist nicht identisch mit der gleichnamigen Ehefrau des chinesischen Dissidenten und Friedensnobelpreisträgers Liu Xiaobo.

## Karriere
Zu Beginn der Karriere von Liu Xia gab es noch eine strikte Trennung zwischen dem China-nahen Weltverband WBF und dem weitaus größeren Verband IBF, so dass sich Liu Xia nur selten mit den Größen des anderen Verbandes messen konnte. 1978 gewann sie als größten Erfolg ihrer Laufbahn Silber bei den Asienspielen im Dameneinzel. Bei der Weltmeisterschaft des Verbandes WBF stand sie 1979 im Finale des Doppels mit Zhang Ailing und verlor dort gegen Sirisriro Patama und Suleeporn Jittariyakul mit 10:15 und 11:15. Bei den All England 1982 konnte sie im Doppel mit Zhang Ailing bis ins Halbfinale vordringen, verlor dort aber gegen Verawaty Wiharjo und Ruth Damayanti aus Indonesien mit 6:15 und 13:15.

## Erfolge
| Saison | Veranstaltung           | Disziplin       | Platz | Name                   |
| ------ | ----------------------- | --------------- | ----- | ---------------------- |
| 1976   | Asienmeisterschaft      | Dameneinzel     | 2     | Liu Xia                |
| 1978   | Asienspiele             | Damenmannschaft | 1     | Liu Xia                |
| 1978   | Asienspiele             | Dameneinzel     | 2     | Liu Xia                |
| 1979   | Weltmeisterschaft (WBF) | Damenteam       | 1     | Liu Xia                |
| 1979   | Weltmeisterschaft (WBF) | Damendoppel     | 2     | Liu Xia / Zhang Ailing |
| 1979   | Weltmeisterschaft (WBF) | Dameneinzel     | 3     | Liu Xia                |
| 1981   | World Games             | Damendoppel     | 1     | Liu Xia / Zhang Ailing |
| 1981   | English Masters         | Damendoppel     | 1     | Liu Xia / Zhang Ailing |
| 1981   | Scandinavian Cup        | Damendoppel     | 2     | Liu Xia / Zhang Ailing |
| 1982   | All England             | Damendoppel     | 3     | Liu Xia / Zhang Ailing |